# Кафедральная подготовительная семинария

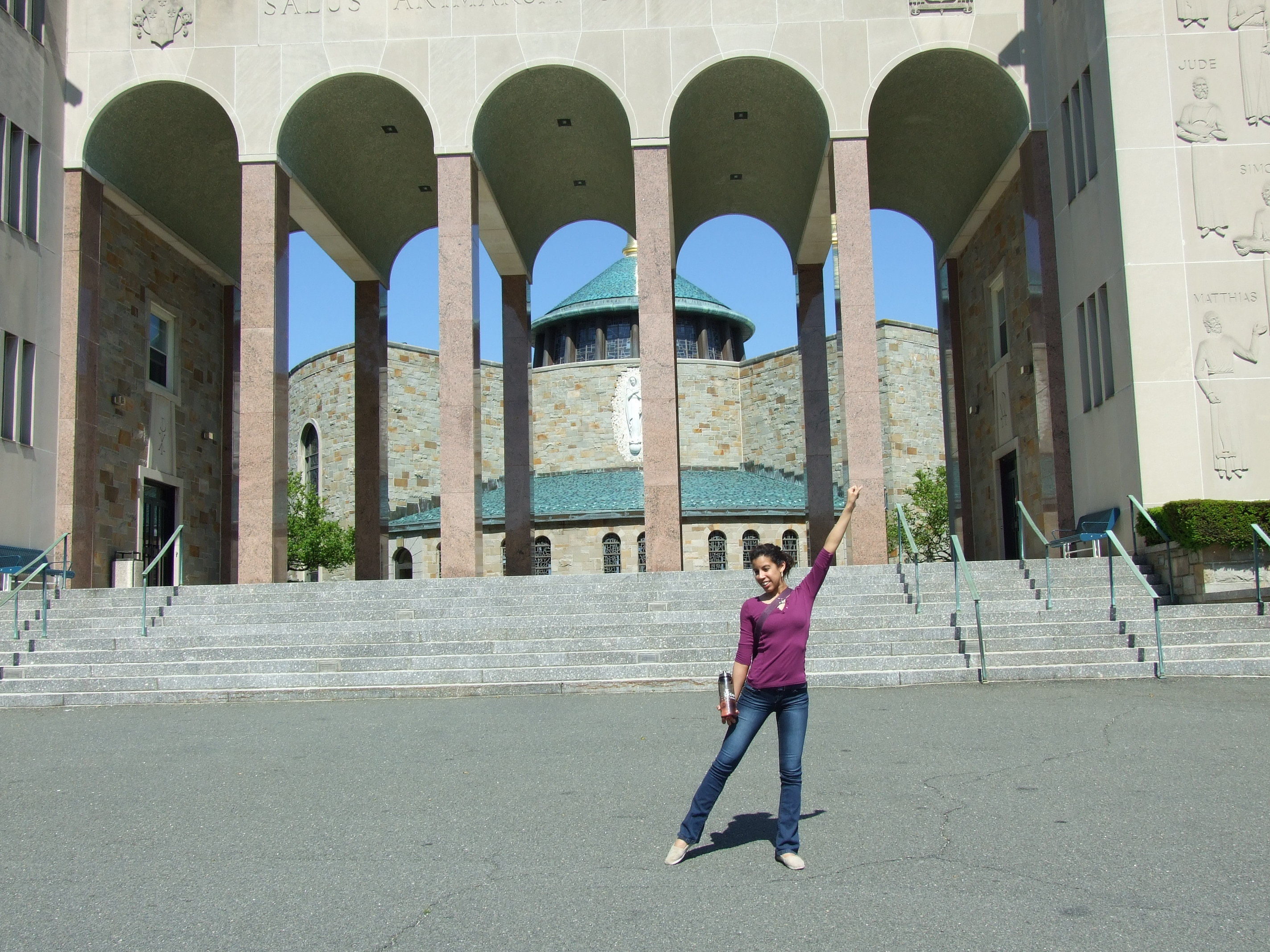
Кафедральная подготовительная семинария

Кафедральная подготовительная семинария (англ. Cathedral Preparatory Seminary) — частная римско-католическая старшая школа и семинария в Куинсе, Нью-Йорк, США. Является единственной дневной старшей школой-семинарией в США. 

## История
Основана в 1914 году как Кафедральный колледж Непорочного зачатия (англ. Cathedral College of the Immaculate Conception) с шестилетней программой обучения (4 года старшей школы и 2 года колледжа). В 1967—1988 годах семинария была четырёхлетним колледжем. Среди выпускников семинарии: кардиналы, епископы, священники.

## Известные выпускники
- Винс Ломбарди[2]
- Бевилакква, Энтони Джозеф
- Карберри, Джон Джозеф